# 타모리
타모리(タモリ, 1945년 8월 22일 ~ )는 일본의 희극 배우, 진행자, 배우이다. 본명은 모리타 카즈요시 (森田 一義)이다. 그는 일본 후쿠오카현 후쿠오카시에서 태어났으며, 소속사는 다나베 에이전시이다.
그가 진행을 했던 대표적인 방송 프로그램은 《와랏테 이이토모》, 《뮤직 스테이션》, 《타모리 클럽》 등이 있다.

## 현재 출연 중인 방송
정규 방송 MC
- 뮤직 스테이션 (TV 아사히)

단발, 비정기 방송 MC
- 기묘한 이야기 (봄, 가을 스페셜에 스토리 텔러로 출연.)
- 데쓰코의 방 (연말 마지막 방송에 꼭 출연한다.)

## 종영
- 와랏테 이이토모 (후지 TV)
- 타모리 클럽 (TV 아사히)
- 브라 타모리 (일본방송협회)

## 영화
- 《기묘한 이야기 영화 특별편》 (2000년, 스토리텔러 역)
- 《히어로》 (2007년, 거물 국회의원 역 '모리타 카즈요시'명의)